# Santa Maria das Barreiras
Santa Maria das Barreiras là một đô thị thuộc bang Pará, Brasil. Đô thị này có diện tích 10330,17 km², dân số năm 2007 là 16078 người, mật độ 1,56 người/km².